# هانو باليتش
هانو باليتش (بالألمانية: Hanno Balitsch)‏ (مواليد 2 يناير 1981 في ألسباخ هاهنلين - ألمانيا الغربية) لاعب كرة قدم ألماني يلعب حاليا لصالح نادي الدرجة الأولى نورمبرغ الألماني منذ 2012 في مركز الوسط المحوري .

## مسيرته الكروية
لعب هانو باليتش خلال مسيرته الاحترافية مع 7 أندية في تسعة عشر موسمًا وسجل خلالها 25 هدفًا ضمن 434 مباراة. ولم يفز بأي موسم بالكأس أو بالدوري.
خاض هانو باليتش مسيرته مع نادي فالدهوف مانهايم في موسم 1999–00 في المرة الأولى ولمدة موسمين ثم في موسم 2015–16 لمدة موسم واحد، مشاركًا طوالها في 63 مباراة سجل خلالها 4 أهداف. ثم انتقل إلى نادي كولن في موسم 2001–02 لمدة موسم واحد، حيث شارك في 24 مباراة ولم يسجل أي هدف. لينتقل بعدها إلى نادي باير 04 ليفركوزن في موسم 2002–03 في المرة الأولى واستمر معه طيلة ثلاثة مواسم ثم في موسم 2010–11 ولمدة موسمين، مشاركًا طوالها في 96 مباراة سجل خلالها 6 أهداف. ثم انتقل إلى نادي ماينتس 05 في موسم 2004–05 لمدة موسم واحد، مشاركًا في 14 مباراة ولم يسجل أي هدف. هذا وانتقل لاحقًا إلى نادي هانوفر 96 في موسم 2005–06 ليلعب معه خمسة مواسم، مشاركًا في 150 مباراة سجل خلالها 12 هدفًا. ثم انتقل بعدها إلى نادي نورنبرغ في موسم 2011–12 واستمر معه طيلة ثلاثة مواسم، مشاركًا في 59 مباراة سجل خلالها هدفين. ليعود وينتقل من جديد، لكن هذه المرة إلى نادي إف إس في فرانكفورت في موسم 2014–15 لمدة موسم واحد، مشاركًا في 28 مباراة سجل خلالها هدفًا واحدًا.

## روابط خارجية
- هانو باليتش على موقع قاعدة بيانات كرة القدم.إي يو (الإنجليزية)
- هانو باليتش على موقع بيانات كرة القدم. دي إي (الألمانية)
- هانو باليتش على موقع ليكيب (الفرنسية)
- هانو باليتش على موقع ناشيونال فوتبول تيمز (الإنجليزية)
- هانو باليتش على موقع عالم كرة القدم.نت (الإنجليزية)
- هانو باليتش على موقع كووورة
- هانو باليتش على موقع AS.com (الإسبانية)